# دورين ماسي
دورين ماسي (بالإنجليزية: Doreen Massey (geographer))‏ (و. 1944 – 2016 م) هي جغرافية، وأستاذة جامعية، وعالمة اقتصاد، وكاتبة غير روائية من المملكة المتحدة . ولدت في مانشستر .
وهي عضوة في الأكاديمية البريطانية .

## التعليم
تعلمت في جامعة أوكسفورد، وجامعة بنسلفانيا

## مناصب وهيئات
أدارت الجامعة المفتوحة.

## جوائز
حصلت على جوائز منها:
- Vautrin Lud Prize.